# Vranduk (Republika Serbska)
Vranduk (cyr. Врандук) – wieś w Bośni i Hercegowinie, w Republice Serbskiej, w mieście Doboj. W 2013 roku liczyła 3 mieszkańców.